# Ermengol IV. (Urgell)
Ermengol IV. der von Gerb (katalanisch Ermengol el de Gerb; † 1092) war ein Graf von Urgell und iure uxoris ein Graf von Forcalquier aus dem Haus Barcelona. Er war ein Sohn des Grafen Ermengol III. von Urgell († 1065) und dessen erster Frau Adalaiz.
Ermengol IV. führte die Expansion seines Herrschaftsbereichs energisch fort und brachte durch die Eroberung von Agramunt und anderer Burgen nahezu das gesamte Baix Urgell unter seine Kontrolle. Am 25. März 1067 hatte ihm Graf Raimund Berengar I. von Barcelona die Burg Barberà geschenkt. Zeitweilig lag er mit seinen Vasallen von Cabrera in Konflikt, der 1074 beigelegt wurde. Im Jahr 1089 hatte Papst Urban II. unter anderem auch an Ermengol zur Fortsetzung des Maurenkampfs über den Ebro hinaus appelliert. Kurz darauf hatte Ermengol die Burg Gerb (Comarca Noguera) errichtet, von der aus er das nah gelegene Balaguer erobern wollte. Bevor er dazu Gelegenheit hatte, verstarb er.
Um das Jahr 1070 hatte Ermengol seinen Schwager, Graf Wilhelm Raimund von Cerdanya, zum Eventualerben bestimmt für den Fall, dass er selbst ohne Nachkommen bleibe. In erster Ehe war er mit Lucia verheiratet, die bereits für 1063 belegt ist.  Sie war wahrscheinlich die Mutter seines ersten Sohnes Ermengol V. († 1102), der ihm als Graf von Urgell nachfolgte. Seine zweite Frau war die Gräfin Adelaide von Forcalquier, die 1087 erstmals genannt wird. Ihr gemeinsamer Sohn Wilhelm I. († 1129) beerbte die Mutter in Forcalquier.